# جانی‌بک‌اف ۳۱۷۰
سیارک ۳۱۷۰ (به انگلیسی: 3170 Dzhanibekov، نامگذاری:1979SS11) سه هزار و صد و هفتادمین سیارک کشف شده‌است که در ۲۴ سپتامبر ۱۹۷۹ کشف شد.
قدر مطلق سیارک برابر ۱۲٫۰۰ است.